# Bobrovka

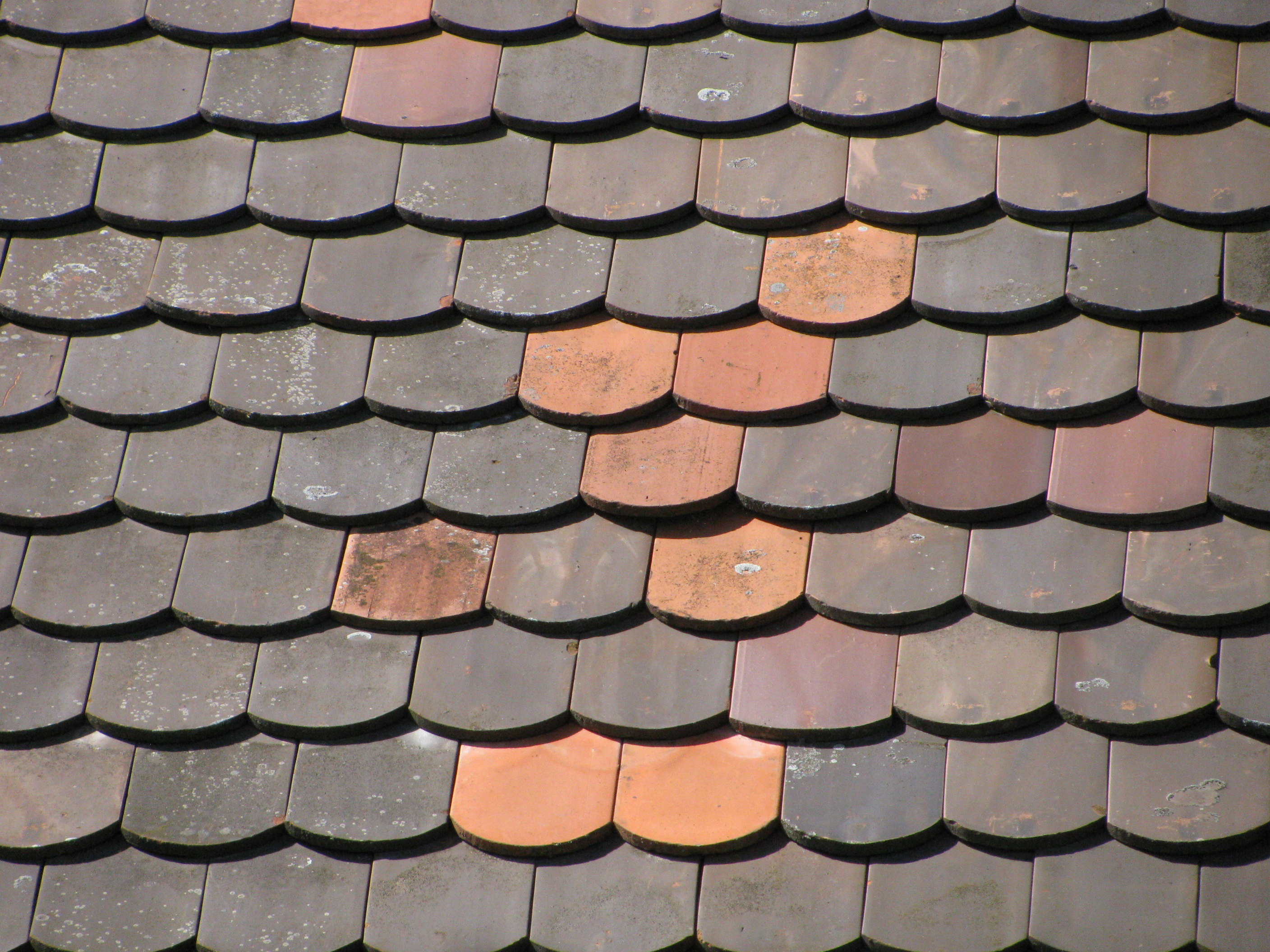
Střecha z bobrovek

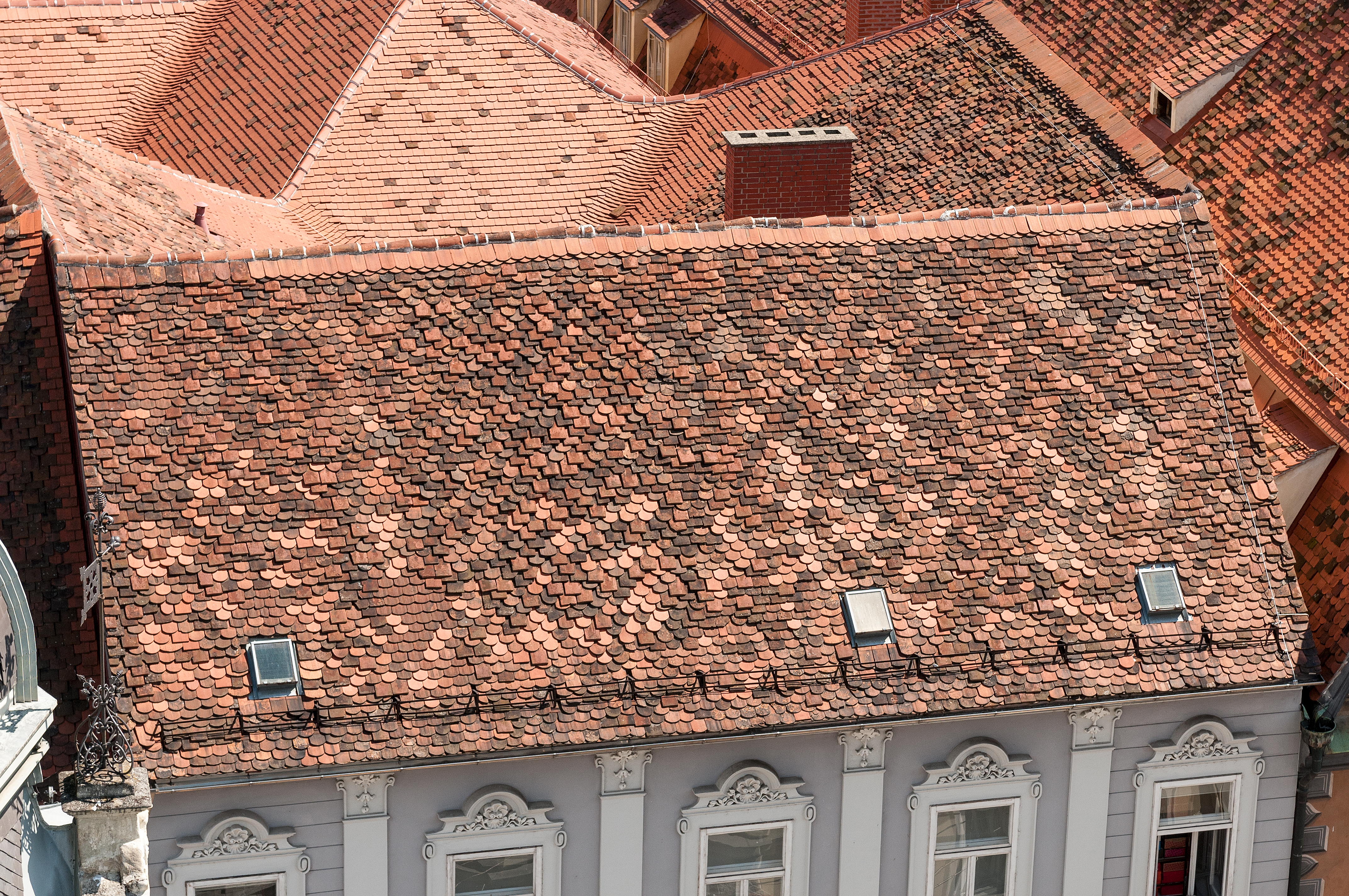
Střecha radnice ve Štýrském Hradci (Rakousko)

Bobrovka je vedle prejzu nejčastější pálená střešní krytina, která se využívá na zastřešování sklonitých střech (nejméně 35°). Své jméno si vysloužila svým tvarem, který připomíná ocas bobra. V současné době se s touto krytinou pokrývají zejména historické budovy. Jejími nevýhodami jsou: vysoká cena a velká hmotnost. Její tvar je obdélníkový s dolní stranou tvaru segmentového oblouku. Její rozměry jsou nejčastěji 380 x 175-180 x 15 mm. Hmotnost se pohybuje kolem 1,75 kg. Je vhodná pro krytí v provedení jako jednoduchá krytina (loučová), jako dvojitá krytina na řídké laťování (korunová) a nebo jako dvojitá tašková krytina (šupinová).

Uložení na latích přibitých na krovu (řez):
Jednoduchá (loučová) krytina z bobrovek
Korunová krytina z bobrovek
Šupinová krytina z bobrovek